# Реве та стогне Дніпр широкий

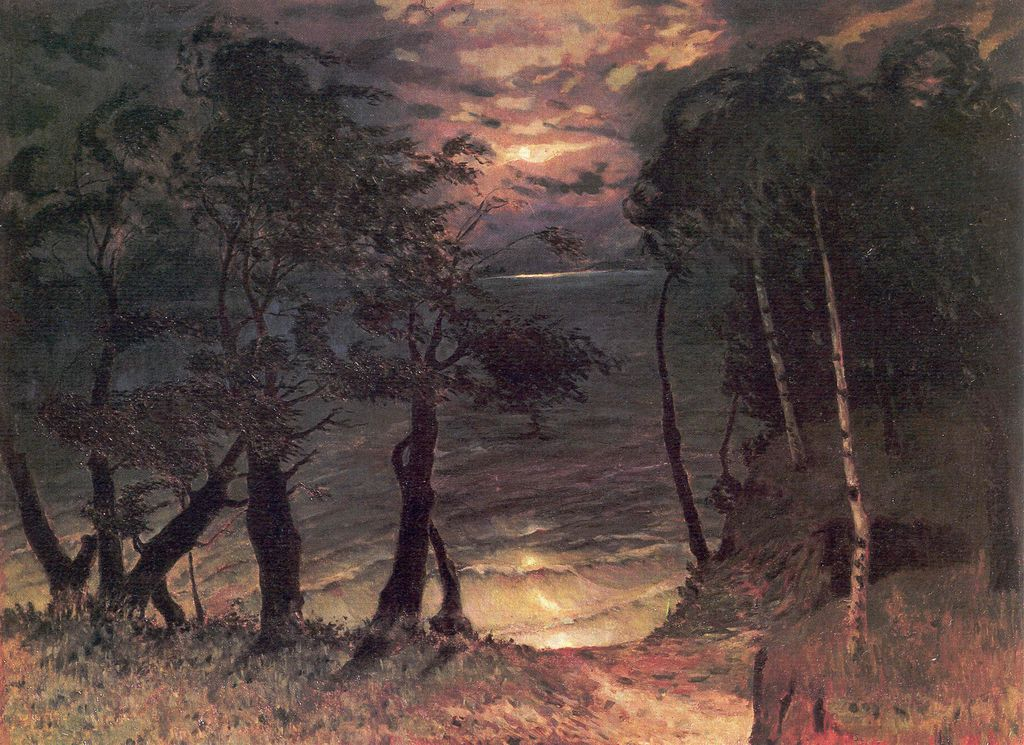
«Реве та стогне Дніпр широкий»
Микола Бурачек, 1941

«Реве́ та сто́гне Дніпр широ́кий» — пісня Данила Крижанівського на вірші Тараса Шевченка (перші шість строф балади «Причинна»). Пісня описує пейзаж в романтичному дусі: бурю на Дніпрі, місяць на небі і передранковий стан природи. Мелодія пісні слугує музичними позивними Українського радіо.

## Історія написання
Текстом цієї пісні стали шість строф з балади Тараса Шевченка «Причинна», написаної орієнтовно в 1837 році в Петербурзі. Це один з ранніх творів поета.
Датується орієнтовно на підставі свідчень Шевченка в автобіографії (де він називає «Причинну» серед ранніх своїх творів) та на допиті в III відділі у справі Кирило-Мефодіївського братства 21 квітня 1847 року (під час якого поет зазначив, що почав писати вірші 1837), а також на підставі повідомлення Євгена Гребінки в листі до Григорія Квітки-Основ'яненка від 18 листопада 1838 року про передачу Шевченком творів для публікації в альманасі «Ластівка».
Назва — «Реве та стогне Дніпр широкий» — це перший рядок балади.

## Авторство музики
Музику до неї написав педагог і композитор Данило Крижанівський. Вгорі над нотами він написав: «Присвячую Марку Кропивницькому». Коли Кропивницький прибув на гастролі з українською трупою в Одесу, Крижанівський показав йому нотний аркуш з присвятою. Програвши її на фортепіано, режисер обійняв гостя і назвав пісню шедевром. Незабаром, після однієї з вистав, оркестр і хор почали цю пісню, і її підхопив зал, люди підвелися. Так уперше прозвучала пісня, яка стала своєрідним гімном українців.
Перші два надруковані наклади збірки пісень з нотами, де була і ця пісня, конфіскувала поліція. З третьої спроби — вперше разом текст вірша Тараса Шевченка і ноти Данила Крижанівського були надруковані у 1886 році.

## Текст
| \| 1. Реве та стогне Дніпр широкий, Сердитий вітер завива, Додолу верби гне високі, Горами хвилю підійма. Додолу верби гне високі, Горами хвилю підійма. 2. І блідий місяць на ту пору Із хмари де-де виглядав, Неначе човен в синім морі, То виринав, то потопав. Неначе човен в синім морі, То виринав, то потопав. 3. Ще треті півні не співали, Ніхто нігде не гомонів, Сичі в гаю перекликались, Та ясен раз у раз скрипів. Сичі в гаю перекликались, Та ясен раз у раз скрипів. \| Микола Лисенко написав солоспів для басу або баритону у супроводі фортепіано (серія музики до «Кобзаря»). У 60-х роках XIX століття український композитор Владислав Заремба написав на тему мелодії пісні фортепіанну п'єсу. У 1927 році український письменник і композитор Гнат Хоткевич написав хоровий твір «Реве та стогне Дніпр широкий». У 1939 році український драматург Леонід Болобан у співавторстві з Леонідом Предславичем написав літературну п'єсу «Реве та стогне Дніпр широкий» — про трагічну долю селянської дівчини, яка покохала панича. В п'єсі використано сюжет балади «Причинна» та уривки з інших творів Шевченка. У 30-40-х роках XX століття український диригент і композитор Євген Форостина написав хоровий твір «Реве та стогне Дніпр широкий». У 1941 році український художник Микола Бурачек написав картину «Реве та стогне Дніпр широкий». Однойменне полотно в 1945 році намалював і його російський колега Борис Смирнов. У 1960 році український письменник Юрій Смолич написав роман «Реве та стогне Дніпр широкий» — другу частину дилогії про події громадянської війни в Україні. У 1963 році український художник Іван Аполлонов виконав декоративну тарілку «Реве та стогне Дніпр широкий». У 1964 році український диригент і композитор Євген Козак зробив обробку пісні «Реве та стогне Дніпр широкий» для мішаного, жіночого та чоловічого хору. Оркестри Збройних сил України твір Крижанівського, в обробці О. Кабаченка, виконують виключно для поховальних ритуалів. Перші ноти пісні грають без чверті щогодини на курантах дзвіниці Грецької церкви на Контрактовій площі. 1. 2. 3. 4. - Реве та стогне Дніпр широкий// Капустін В. С. Одна на цілий світ: розповіді про творців українських пісень, які стали народними. — К.: Криниця, 2003. — С. 180. — ISBN 966-7575-46-2 - Реве та стогне Дніпр широкий // Українська народна пісня. — К., 1936. — С. 542. - Причинна// Шевченко Тарас. Зібрання творів: У 6 т. — К., 2003. — Т. 1: Поезія 1837—1847. — С. 596. — ISBN 966-00-0712-4 |
| 1. Реве та стогне Дніпр широкий, Сердитий вітер завива, Додолу верби гне високі, Горами хвилю підійма. Додолу верби гне високі, Горами хвилю підійма. 2. І блідий місяць на ту пору Із хмари де-де виглядав, Неначе човен в синім морі, То виринав, то потопав. Неначе човен в синім морі, То виринав, то потопав. 3. Ще треті півні не співали, Ніхто нігде не гомонів, Сичі в гаю перекликались, Та ясен раз у раз скрипів. Сичі в гаю перекликались, Та ясен раз у раз скрипів. |